# Hornist
Hornist je glasbenik, izvajalec na trobilni instrument, imenovan rog.